# Mirra Alfassa

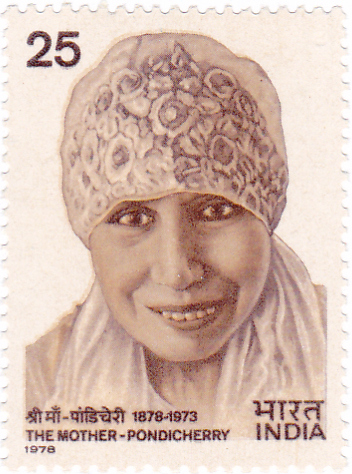
Matka na znaczku Indii z 1978

Mirra Alfassa (ur. 21 lutego 1878, zm. 17 listopada 1973), znana swoim zwolennikom jako Matka lub La Mère, była francusko-indyjską guru duchową, okultystką i nauczycielką jogi oraz współpracowniczką Sri Aurobindo, który uważał ją za równą sobie duchowo i nazwał ją „Matką”. Wraz z nim założyła Sri Aurobindo Ashram, a później osiedle Auroville; miała duży wpływ na rozwój integralnej jogi.

## Życiorys
Mirra Alfassa urodziła się w Paryżu w 1878 roku w bogatej turecko-egipskiej rodzinie pochodzenia żydowskiego. Jej ojciec, urodzony w Turcji, był bankierem. Przybyli do Francji tuż przed narodzinami Mirry.
W młodości podróżowała do Algierii, aby praktykować okultyzm razem z nauczycielem Maxem Théonem. Po powrocie do Paryża, gdzie mieszkała, była przewodniczką grupy osób poszukujących duchowości. W 1911 Mirra poślubiła swojego drugiego męża, dyplomatę Paula Richarda. W czasie ich wspólnej podróży do Indii w 1914 roku, w Pondicherry spotkała Sri Aurobindo, z którym nawiązała silną więź duchową, która zaowocowała współpracą na całe życie. Podczas tej pierwszej wizyty pomogła wydać francuską wersję czasopisma Arya, w którym publikowano większość postpolitycznych utworów prozatorskich Sri Aurobindo.
Po wybuchu I wojny światowej zmuszona była z mężem opuścić Pondicherry. Po czteroletnim pobycie w Japonii, w 1920 roku wróciła do Pondicherry. Niedługo potem jej mąż po rozstaniu powrócił do Francji.  
Stopniowo, w miarę jak coraz więcej osób dołączało do niej i Sri Aurobindo, zorganizowała i rozwinęła Sri Aurobindo Ashram. W 1943 roku założyła szkołę w aśramie, później znaną jako Międzynarodowe Centrum Edukacji Sri Aurobindo. Po śmierci Sri Aurobindo w 1950 roku kontynuowała nauczanie i prowadzenie aśramu. W 1954 r. Mirra zadeklarowała obywatelstwo Indii.
16 stycznia 1955 r. Jawaharlal Nehru odwiedził aśram i spotkał się z Mirrą. Podczas drugiej wizyty w aśramie, 29 września 1955 r., towarzyszyła mu jego córka Indira Gandhi. „Matka” wywarła na nią ogromny wpływ, który w późniejszych latach przerodził się w bliską relację. W 1968 roku Mirra założyła Auroville – eksperymentalne miasto poświęcone jedności i duchowej ewolucji człowieka. 
Zmarła 17 listopada 1973 r. w Pondicherry.